# Khuddaka-nikája
A Khuddaka-nikája (‘Rövid gyűjtemény’) buddhista szöveg, a théraváda buddhizmushoz tartozó páli kánon "három kosara" közül a Szutta-pitakában az ötödik gyűjtemény (nikája).  Ez a gyűjtemény különféle témákban 15 (Thaiföld), 17 (Srí Lanka) illetve 18 (Burma) könyvet tartalmaz a különböző hagyományoknak megfelelően. A szövegeket hagyományosan a történelmi Buddhának és az ő tanítványainak tulajdonítják.
A címben szereplő khuddaka szó jelentése páli nyelven ‘kicsi’ amely a szanszkrit ksudraka szónak felel meg. 'A mahájána buddhizmusban a nikáják megfelelői az ágamák. Tehát a Khuddaka-nikája megfelelője a mahájána hagyományaiban a Ksudraka-ágama.
Hirakava Akira professzor szerint a Khuddaka-nikája a páli kánon, illetve az ágamák fejlődésének egy állapotát jelenti, amikor új anyagot már nem adtak a Szutta-pitaka többi részéhez, csak a Khuddaka részhez (Khuddaka-pitaka). Emiatt ebben találhatók régi illetve újabb szövegek egyaránt. Néhány iskola kánonjában szerepelt a Khuddaka-pitaka, például a mahísászaka, a dharmaguptaka és a mahászánghika szekták. A théraváda iskola Khuddaka-nikája verziója az egyetlen fennmaradt Khuddaka-pitaka.

## Felosztása
Ez a nikája a következő szövegeket (részben vagy egészben) tartalmazza:
1. Khuddaka-pátha
2. Dhammapada
3. Udána
4. Itivuttaka
5. Szutta-nipáta
6. Vimánavatthu
7. Petavatthu
8. Théragátha
9. Thérígátha
10. Dzsátaka
11. Niddésza
12. Patiszambhida-magga
13. Apadána
14. Buddhavamsza
15. Csarija-pitaka
16. Nettipakarana vagy Netti (szerepel a burmai és a szingaléz kiadásokban, de a thaiban nem)
17. Pétakopadésza (szerepel a burmai és a szingaléz kiadásokban, de a thaiban nem)
18. Milinda-panyha (szerepel a burmai kiadásokban, de a szingalézben és thaiban nem)

## Fordítások
- A Khuddaka-nikája (A Kisebb Gyűjtemény) válogatott szuttái online - A Buddha újja magyar nyelvű